# Teniente José Azueta
Teniente José Azueta är en ort i Mexiko.   Den ligger i kommunen Acapulco de Juárez och delstaten Guerrero, i den södra delen av landet, 300 km söder om huvudstaden Mexico City. Teniente José Azueta ligger 34 meter över havet och antalet invånare är 196.
Terrängen runt Teniente José Azueta är huvudsakligen platt, men norrut är den kuperad. Runt Teniente José Azueta är det tätbefolkat, med 397 invånare per kvadratkilometer. Närmaste större samhälle är Cerro de Piedra, 2,7 km väster om Teniente José Azueta. I omgivningarna runt Teniente José Azueta växer i huvudsak lövfällande lövskog.